# Chặng đua MotoGP Ý 2024
Chặng đua MotoGP Ý 2024 là chặng đua thứ 7 của mùa giải đua xe MotoGP 2024. Chặng đua diễn ra từ ngày 31 tháng 5 năm 2024 đến ngày 2 tháng 6 năm 2024 ở trường đua Mugello, Ý.
Ở thể thức MotoGP, tay đua dẫn đầu bảng xếp hạng tổng Jorge Martin là người giành được vị trí xuất phát đầu tiên. Francesco Bagnaia bị phạt 3 bậc xuất phát vẫn giành chiến thắng cả 2 cuộc đua Sprint race và đua chính.

## Kết quả cuộc đua Sprint race
| Stt                                                          | Số xe | Tay đua               | Đội đua                           | Xe      | Lap | Kết quả   | Xuất phát | Điểm |
| ------------------------------------------------------------ | ----- | --------------------- | --------------------------------- | ------- | --- | --------- | --------- | ---- |
| 1                                                            | 1     | Francesco Bagnaia     | Ducati Lenovo Team                | Ducati  | 11  | 19:30.251 | 2         | 12   |
| 2                                                            | 93    | Marc Márquez          | Gresini Racing MotoGP             | Ducati  | 11  | +1.469    | 4         | 9    |
| 3                                                            | 31    | Pedro Acosta          | Red Bull GasGas Tech3             | KTM     | 11  | +4.147    | 7         | 7    |
| 4                                                            | 21    | Franco Morbidelli     | Prima Pramac Racing               | Ducati  | 11  | +5.421    | 6         | 6    |
| 5                                                            | 12    | Maverick Viñales      | Aprilia Racing                    | Aprilia | 11  | +7.693    | 3         | 5    |
| 6                                                            | 33    | Brad Binder           | Red Bull KTM Factory Racing       | KTM     | 11  | +8.271    | 13        | 4    |
| 7                                                            | 49    | Fabio Di Giannantonio | Pertamina Enduro VR46 Racing Team | Ducati  | 11  | +8.571    | 14        | 3    |
| 8                                                            | 73    | Álex Márquez          | Gresini Racing MotoGP             | Ducati  | 11  | +8.846    | 8         | 2    |
| 9                                                            | 41    | Aleix Espargaró       | Aprilia Racing                    | Aprilia | 11  | +8.984    | 9         | 1    |
| 10                                                           | 25    | Raúl Fernández        | Trackhouse Racing                 | Aprilia | 11  | +10.085   | 12        |      |
| 11                                                           | 72    | Marco Bezzecchi       | Pertamina Enduro VR46 Racing Team | Ducati  | 11  | +10.199   | 16        |      |
| 12                                                           | 43    | Jack Miller           | Red Bull KTM Factory Racing       | KTM     | 11  | +13.988   | 19        |      |
| 13                                                           | 42    | Álex Rins             | Monster Energy Yamaha MotoGP      | Yamaha  | 11  | +14.137   | 10        |      |
| 14                                                           | 44    | Pol Espargaró         | Red Bull KTM Factory Racing       | KTM     | 11  | +18.259   | 21        |      |
| 15                                                           | 5     | Johann Zarco          | Castrol Honda LCR                 | Honda   | 11  | +18.309   | 18        |      |
| 16                                                           | 30    | Takaaki Nakagami      | Idemitsu Honda LCR                | Honda   | 11  | +19.374   | 23        |      |
| 17                                                           | 37    | Augusto Fernández     | Red Bull GasGas Tech3             | KTM     | 11  | +23.060   | 20        |      |
| 18                                                           | 32    | Lorenzo Savadori      | Aprilia Racing                    | Aprilia | 11  | +24.596   | 22        |      |
| 19                                                           | 10    | Luca Marini           | Repsol Honda Team                 | Honda   | 11  | +25.587   | 24        |      |
| Ret                                                          | 89    | Jorge Martín          | Prima Pramac Racing               | Ducati  | 7   | Tai nạn   | 1         |      |
| Ret                                                          | 36    | Joan Mir              | Repsol Honda Team                 | Honda   | 4   | Bỏ cuộc   | 17        |      |
| Ret                                                          | 23    | Enea Bastianini       | Ducati Lenovo Team                | Ducati  | 2   | Va chạm   | 5         |      |
| Ret                                                          | 20    | Fabio Quartararo      | Monster Energy Yamaha MotoGP      | Yamaha  | 1   | Tai nạn   | 15        |      |
| Ret                                                          | 88    | Miguel Oliveira       | Trackhouse Racing                 | Aprilia | 1   | Tai nạn   | 11        |      |
| Fastest sprint lap: Marc Márquez (Ducati) – 1:45.198 (lap 2) |       |                       |                                   |         |     |           |           |      |
| Kết quả chính thức                                           |       |                       |                                   |         |     |           |           |      |

## Kết quả đua chính thể thức MotoGP
| Stt                                                        | Số xe | Tay đua               | Đội đua                           | Xe      | Lap | Kết quả    | Xuất phát | Điểm |
| ---------------------------------------------------------- | ----- | --------------------- | --------------------------------- | ------- | --- | ---------- | --------- | ---- |
| 1                                                          | 1     | Francesco Bagnaia     | Ducati Lenovo Team                | Ducati  | 23  | 40:51.385  | 5         | 25   |
| 2                                                          | 23    | Enea Bastianini       | Ducati Lenovo Team                | Ducati  | 23  | +0.799     | 4         | 20   |
| 3                                                          | 89    | Jorge Martín          | Prima Pramac Racing               | Ducati  | 23  | +0.924     | 1         | 16   |
| 4                                                          | 93    | Marc Márquez          | Gresini Racing MotoGP             | Ducati  | 23  | +2.064     | 3         | 13   |
| 5                                                          | 31    | Pedro Acosta          | Red Bull GasGas Tech3             | KTM     | 23  | +7.501     | 7         | 11   |
| 6                                                          | 21    | Franco Morbidelli     | Prima Pramac Racing               | Ducati  | 23  | +9.890     | 6         | 10   |
| 7                                                          | 49    | Fabio Di Giannantonio | Pertamina Enduro VR46 Racing Team | Ducati  | 23  | +10.076    | 14        | 9    |
| 8                                                          | 12    | Maverick Viñales      | Aprilia Racing                    | Aprilia | 23  | +11.683    | 2         | 8    |
| 9                                                          | 73    | Álex Márquez          | Gresini Racing MotoGP             | Ducati  | 23  | +13.535    | 8         | 7    |
| 10                                                         | 33    | Brad Binder           | Red Bull KTM Factory Racing       | KTM     | 23  | +15.901    | 13        | 6    |
| 11                                                         | 41    | Aleix Espargaró       | Aprilia Racing                    | Aprilia | 23  | +19.182    | 9         | 5    |
| 12                                                         | 25    | Raúl Fernández        | Trackhouse Racing                 | Aprilia | 23  | +20.307    | 12        | 4    |
| 13                                                         | 72    | Marco Bezzecchi       | Pertamina Enduro VR46 Racing Team | Ducati  | 23  | +20.346    | 16        | 3    |
| 14                                                         | 88    | Miguel Oliveira       | Trackhouse Racing                 | Aprilia | 23  | +23.292    | 11        | 2    |
| 15                                                         | 42    | Álex Rins             | Monster Energy Yamaha MotoGP      | Yamaha  | 23  | +23.613    | 10        | 1    |
| 16                                                         | 43    | Jack Miller           | Red Bull KTM Factory Racing       | KTM     | 23  | +28.417    | 19        |      |
| 17                                                         | 44    | Pol Espargaró         | Red Bull KTM Factory Racing       | KTM     | 23  | +28.778    | 21        |      |
| 18                                                         | 20    | Fabio Quartararo      | Monster Energy Yamaha MotoGP      | Yamaha  | 23  | +30.622    | 15        |      |
| 19                                                         | 5     | Johann Zarco          | Castrol Honda LCR                 | Honda   | 23  | +31.457    | 18        |      |
| 20                                                         | 10    | Luca Marini           | Repsol Honda Team                 | Honda   | 23  | +32.310    | 24        |      |
| 21                                                         | 32    | Lorenzo Savadori      | Aprilia Racing                    | Aprilia | 23  | +46.724    | 22        |      |
| Ret                                                        | 30    | Takaaki Nakagami      | Idemitsu Honda LCR                | Honda   | 9   | Tai nạn    | 23        |      |
| Ret                                                        | 36    | Joan Mir              | Repsol Honda Team                 | Honda   | 6   | Tai nạn    | 17        |      |
| Ret                                                        | 37    | Augusto Fernández     | Red Bull GasGas Tech3             | KTM     | 4   | Lỗi cơ khí | 20        |      |
| Fastest lap: Francesco Bagnaia (Ducati) – 1:45.770 (lap 5) |       |                       |                                   |         |     |            |           |      |
| Kết quả chính thức                                         |       |                       |                                   |         |     |            |           |      |

Ghi chú:
- Francesco Bagnaia bị phạt 3 bậc xuất phát[5]

## Bảng xếp hạng sau chặng đua
|   | Stt | Tay đua           | Điểm |
| - | --- | ----------------- | ---- |
|   | 1   | Jorge Martín      | 171  |
|   | 2   | Francesco Bagnaia | 153  |
|   | 3   | Marc Márquez      | 136  |
|   | 4   | Enea Bastianini   | 114  |
| 1 | 5   | Pedro Acosta      | 101  |

|   | Stt | Xưởng đua | Điểm |
| - | --- | --------- | ---- |
|   | 1   | Ducati    | 241  |
| 1 | 2   | KTM       | 140  |
| 1 | 3   | Aprilia   | 138  |
|   | 4   | Yamaha    | 36   |
|   | 5   | Honda     | 19   |

|   | Stt | Đội đua                           | Điểm |
| - | --- | --------------------------------- | ---- |
|   | 1   | Ducati Lenovo Team                | 267  |
|   | 2   | Prima Pramac Racing               | 202  |
| 1 | 3   | Gresini Racing MotoGP             | 187  |
| 1 | 4   | Aprilia Racing                    | 182  |
|   | 5   | Pertamina Enduro VR46 Racing Team | 119  |